# Sigurd Kvile
Sigurd Kvile, né le 26 février 2000 à Bergen en Norvège, est un footballeur norvégien, qui évolue au poste de défenseur central au Fredrikstad FK.

## Biographie

### Formation et débuts
Sigurd Kvile est formé par le SK Brann, le FK Fyllingsdalen (en) et le Fana IL (en) avant de poursuivre sa formation au Sarpsborg 08 FF. Il commence toutefois sa carrière professionnelle à l'Åsane Fotball, qu'il rejoint en 2020. Il découvre alors la deuxième division norvégienne. Il joue son premier match le 25 septembre 2020 face au Ranheim Fotball. Il entre en jeu et son équipe l'emporte par trois buts à un.

### FK Bodø/Glimt
Le 18 mars 2021, Sigurd Kvile rejoint le FK Bodø/Glimt. Il signe un contrat courant jusqu'en décembre 2024. Il joue son premier match sous ses nouvelles couleurs le 9 mai 2021, lors de la première journée de la saison 2021 face au Tromsø IL. Il entre en jeu à la place de Brede Moe lors de cette rencontre remportée par son équipe (3-0 score final). Avec le FK Bodø/Glimt il découvre également la coupe d'Europe, jouant son premier match lors d'une rencontre de Ligue des champions face au Legia Varsovie le 14 juillet 2021 (défaite 2-0).
Il est sacré Champion de Norvège en 2021.

### Prêts
Le 31 mars 2023, Sigurd Kvile fait son retour au Sarpsborg 08 FF, étant prêté jusqu'au 1er août 2023.

### Fredrikstad FK
Le 31 août 2023, Sigurd Kvile est prêté au Fredrikstad FK jusqu'à la fin de la saison. Le club dispose d'une option d'achat sur le joueur.
Le 8 novembre 2023, Kvile signe définitivement en faveur du Fredrikstad FK pour un contrat courant jusqu'en décembre 2026,.

## Palmarès
FK Bodø/Glimt
- Championnat de Norvège (1) :
  - Champion : 2021.